# Station Vester Tørslev
Station Vester Tørslev is een voormalig spoorwegstation in Denemarken. Het station lag aan de spoorlijn Mariager - Viborg, die in 1927 door de Mariager-Faarup-Viborg Jernbane (MFVJ) was aangelegd.
Station Vester Tørslev werd op 1 juli 1927 geopend. Het stationsgebouw is ontworpen door Carl Lundquist. Op 31 maart 1966 werd het reizigersvervoer tussen Fårup en Mariager beëindigd, waarmee station Vester Tørslev werd opgeheven. De halte werd later een stopplaats van de museumlijn Mariager-Handest Veteranjernbane. Het stationsgebouw is bewaard gebleven en is in privaat eigendom. 